# 1862 v loďstvech
Tento článek obsahuje významné události v oblasti loďstev v roce 1862.

## Události
- Americká občanská válka (1861–1865):
  - 8.–9. března – bitva na Hampton Roads – konfederační pancéřová loď CSS Virginia potopila unijní fregaty USS Cumberland a USS Congress a poškodila fregaty USS Minnesota a USS St. Lawrence, načež se nerozhodně střetla s monitorem USS Monitor.

## Lodě vstoupivší do služby
- 11. ledna –  USS Adolph Hugel[p 1] – škuner
- 24. ledna –  USS Kearsarge – šalupa
- 30. ledna –  USS Arletta[p 1] – škuner
- 25. února –  USS Monitor – monitor [1]
- březen –  L'Invincible – obrněná loď třídy La Gloire
- květen  Salamander – pancéřová fregata třídy Drache
- květen –  La Normandie – obrněná loď třídy La Gloire
- květen –  Terrible – obrněná loď třídy Formidable
- 15. května –  Jylland – fregata
- červen –  USS Alfred Robb[p 1] – do služby jako dělový člun, původně civilní loď
- 17. srpna –  CSS Florida – křižník
- 24. srpna –  CSS Alabama – pomocný křižník
- listopad  Drache – pancéřová fregata třídy Drache
- 25. listopadu –  USS Passaic – monitor třídy Passaic [2]
- 17. prosince –  USS Montauk – monitor třídy Passaic [2]
- 29. prosince –  USS Nahant – monitor třídy Passaic [2]
- CSS Virginia – pancéřová loď
- CSS Baltic – pancéřová loď

## Lodě vystoupivší ze služby
- 8. března –  USS Congress – fregata (potopena v bitvě na Hampton Roads)
- 8. března –  USS Cumberland – fregata (potopena v bitvě na Hampton Roads)
- 31. prosince –  USS Monitor – monitor (potopen v bouři) [1]